# 兴辽
兴辽（：／ Heungryoguk；1029年9月13日—1030年9月25日）是一个由渤海国遗民建立的政权，有独立的年号。

## 歷史
天慶元年八月初三日（1029年9月13日），渤海国灭亡（926年）之103年后，渤海国太祖大祚荣的七世孙、辽朝东京将军大延琳乘辽朝内乱之机，在东京辽阳府反叛起事，建国号兴辽。大延琳自称天兴皇帝，定年号为天庆。大延琳向高丽求援，高丽王拒绝大延琳的请求，但却以战争使得与契丹道路不通为理由，停止向契丹朝貢。
天慶二年八月二十五日（1030年9月25日）被辽朝镇压，大延琳被囚禁，兴辽政权灭亡。高丽王旋即再度向契丹称臣纳贡。

## 君主列表
| 肖像 | 廟號 | 謚號 | 尊號 | 名諱   | 在世時間 | 年號 | 在位時間                    | 陵寢 |
| ---- | ---- | ---- | ---- | ------ | -------- | ---- | --------------------------- | ---- |
|      | －   | －   | －   | 大延琳 | ？－？   | 天慶 | 1029年9月13日—1030年9月25日 | －   |